# Courtételle
Courtételle is een gemeente en plaats in het Zwitserse kanton Jura, en maakt deel uit van het district Delémont.
Courtételle telt 2218 inwoners.